# Melasina hyacinthias
Melasina hyacinthias är en fjärilsart som beskrevs av Edward Meyrick 1920. Melasina hyacinthias ingår i släktet Melasina och familjen säckspinnare. Inga underarter finns listade i Catalogue of Life.